# Peter Butterworth
Peter Butterworth (ur. 4 lutego 1919 w Stockport, zm. 16 stycznia 1979 w Coventry) – brytyjski aktor komediowy i charakterystyczny, współcześnie pamiętany przede wszystkim ze swoich występów w szesnastu filmach z popularnej serii Cała naprzód. 

## Życiorys

### Młodość
W młodości służył w Royal Navy, gdzie doszedł do stopnia porucznika. Brał udział w II wojnie światowej i w 1940 został wzięty do niemieckiej niewoli w Holandii. Początkowo był przetrzymywany w obozie jenieckim Dulag Luft niedaleko Frankfurtu nad Menem. Udało mu się stamtąd uciec przekopanym tunelem, lecz po trzech dniach na wolności został pojmany przez chłopca z Hitlerjugend. Za karę został przerzucony do obozu Stalag Luft III, blisko dzisiejszego Żagania. Tam poznał Talbota Rothwella, późniejszego wieloletniego scenarzystę Całej naprzód. Wspólnie tworzyli obozowe przedstawienia, z jednej strony mające przynieść jeńcom chwile rozrywki, a z drugiej stanowiące kamuflaż dla kopania tuneli z myślą o ucieczce (hałas prób i spektakli zagłuszał odgłosy związane z przygotowywaniem tuneli).

### Kariera aktorska
Po wojnie zrezygnował z dalszej kariery wojskowej i postanowił zostać aktorem. W 1948 miał miejsce jego debiut kinowy, w filmie William Comes to Town. Od tego czasu był regularnie obsadzany w kolejnych produkcjach, lecz grywał głównie małe rólki, często nie był nawet wymieniany w napisach. Przełomem w jego karierze był rok 1965, kiedy to otrzymał rolę w filmie Kowboju do dzieła, należącym do serii niskobudżetowych i niezbyt wyszukanych, lecz popularnych wśród widzów komedii Cała naprzód. Później zagrał jeszcze w 15 filmach z tego cyklu. Tu również początkowo grywał role trzecioplanowe lub epizodyczne, lecz z czasem pisane specjalnie z myślą o nim postacie stawały się coraz ważniejsze, czego przykładem są chociażby Szalone wakacje z 1972 roku. Grał także w musicalu Zabawna historia wydarzyła się w drodze na forum w 1966 roku.
Wystąpił również w nawiązujących do cyklu kinowego serialach telewizyjnych Bless This House (1971–1976) oraz Carry On Laughing (1975). Rzadko wychodził poza repertuar komediowy, jego najbardziej znaną rolą dramatyczną jest postać Mnicha w jednej ze wczesnych odsłon serialu science-fiction Doctor Who. Postać ta jest o tyle ważna dla historii serialu, iż była pierwszym pokazanym na ekranie Władcą Czasu innym niż tytułowy bohater.
Jak niemal wszyscy aktorzy Całej naprzód, równolegle z występami kinowymi i telewizyjnymi Butterworth regularnie grywał również w teatrze. 16 stycznia 1979 doznał śmiertelnego ataku serca w pokoju hotelowym w Coventry, gdzie przebywał w związku z udziałem w przedstawieniu pantomimicznym wystawianym w miejscowym teatrze. Miał 59 lat. Został pochowany na cmentarzu w Danehill w hrabstwie East Sussex. 

## Życie prywatne
W 1947 Butterworth poślubił aktorkę Janet Brown, znaną później jako czołowa parodystka Margaret Thatcher. Małżeństwo przetrwało aż do jego śmierci. Mieli dwoje dzieci – syna i córkę. Syn Tyler Butterworth również został aktorem, znanym zwłaszcza z seriali telewizyjnych.